# Spring Mill
Spring Mill és una població dels Estats Units a l'estat de Kentucky. Segons el cens del 2000 tenia 380 habitants.

## Demografia
Segons el cens del 2000, Spring Mill tenia 380 habitants, 130 habitatges, i 121 famílies. La densitat de població era de 2.445,3 habitants/km².
Dels 130 habitatges en un 35,4% hi vivien nens de menys de 18 anys, en un 86,9% hi vivien parelles casades, en un 5,4% dones solteres, i en un 6,9% no eren unitats familiars. En el 6,2% dels habitatges hi vivien persones soles el 4,6% de les quals corresponia a persones de 65 anys o més que vivien soles. El nombre mitjà de persones vivint en cada habitatge era de 2,92 i el nombre mitjà de persones que vivien en cada família era de 3,04.
Per edats la població es repartia de la següent manera: un 25,8% tenia menys de 18 anys, un 5,8% entre 18 i 24, un 21,8% entre 25 i 44, un 33,9% de 45 a 60 i un 12,6% 65 anys o més.
L'edat mediana era de 43 anys. Per cada 100 dones de 18 o més anys hi havia 89,3 homes.
La renda mediana per habitatge era de 73.250 $ i la renda mediana per família de 72.750 $. Els homes tenien una renda mediana de 50.625 $ mentre que les dones 31.500 $. La renda per capita de la població era de 29.849 $. Cap de les famílies estaven per davall del llindar de pobresa.

## Poblacions més properes
El següent diagrama mostra les poblacions més properes.